# Ulrich Pinkall
Ulrich Pinkall (1955) é um matemático alemão, que trabalha com geometria diferencial inclusive aplicações gráficas computacionais.
Pinkall estudou matemática na Universidade de Freiburg, onde obteve o diploma em 1979 e um doutorado em 1982, orientado por Martin Barner, com a tese Dupin´sche Hyperflächen. Obteve em 1985 a habilitação em Bonn (Totale Absolutkrümmung immersierter Flächen). É desde 1986 professor da Universidade Técnica de Berlim.
Foi palestrante convidado do Congresso Internacional de Matemáticos em Berlim (1998: Quaternionic analysis of Riemann surfaces and differential geometry).

## Obras
- Editor com Ravi Kulkarni, Conformal Geometry, Vieweg 1988 (Seminar Bonn 1985/86)
- com Alexander Bobenko, Discretization of surfaces and integrable systems, in  Ruedi Seiler (Ed.) Discrete integrable geometry and physics, Clarendon Press, Oxford 1999